# 司马子瑞
司马子瑞（？—561年1月21日到2月18日之间），河内郡温县（今河南省焦作市温县）人，出自云中司马氏，东魏、北齐官员。

## 生平
司马子瑞的大哥司马世云投靠叛贼侯景时，司马子瑞作为司马世云要服齐衰杖期的亲属本应该被诛杀。因为司马子瑞和兄弟们都有才学，被朝廷爱惜，高澄又因为司马子如的的老关系，特意赦免他们的死罪把他们流放到东魏北方边境的军镇。高洋继承霸府，司马子瑞和兄弟们得以返回。司马子瑞在天保年间官至定州长史，升任吏部郎中，举荐人才的时候清廉勤恳平约，升任司徒左长史，兼任廷尉卿，在任以处事公平正直受到称道。乾明初年，司马子瑞兼领御史中丞，严肃的监察弹劾，受到朝廷赞许，因为患病离职，在家中出任祠部尚书。大宁元年（561年）闰十二月，司马子瑞去世，朝廷赠予仪同三司、瀛州刺史，谥号文节。
司马子瑞的夫人是陆令萱的妹妹，等到陆令萱受到齐后主高纬的宠信，重新赠予司马子瑞开府仪同三司、中书监、温县伯，司马子瑞的儿子们也因此历任显要的官职。

## 其他
天保初年，尚书左丞司马子瑞弹劾司徒左长史毕义云，说：“天保元年（550年）四月，皇姨娄黑女下葬举行祭礼的那一天，内外百官都前往凭吊慰问，只有毕义云派遣御史去送上名帖，自己却没有去。毕义云又曾经上奏说：‘我妻子去世孤独贫困，后来娶了李世安的女儿为妻，李世安虽然还没有服完父亲的丧，他女儿为祖父服丧已经临近婚期，特请求暗中迎娶，不敢按礼喧哗。’等到毕义云成婚的那个晚上，一切礼仪具备，当日就拜堂入阁，骑卒传呼清道，路上排列很多羽林仪仗，又差遣御史台官吏二十人，让他们穿着华丽的衣服，在车后随从。这完全是苟且求得批准成婚，欺骗皇帝。毕义云的资产房屋足以称得上豪华，忽然称自己孤独贫困，也是作假欺诈。法官如此，法制如何依赖？毕义云又跟随皇帝前往晋阳，安排日程的官吏规定：‘上起居表，四品以下五品以上官员，都要提前一天到南都登记；三品以上，当日登记完。’毕义云却违反规定，到了填表的那天，要了表回家填，到了交表的那天却称家里有忌讳不来。”齐文宣帝诏令将毕义云交付廷尉定罪，很快敕令免于问罪。司马子瑞又弹劾毕义云十多条罪状，大多琐碎，罪行只够交罚金，不够免除官爵。司马子瑞的堂兄司马消难当时任北豫州刺史，毕义云派遣御史张子阶前往北豫州打探消息，张子阶到北豫州先把司马消难的典签和家客囚禁起来，司马消难害怕，向北周投降。当时的舆论归罪于毕义云，都说是他想要报复司马子瑞。
北齐九卿以上的官员陪同齐文宣帝在东宫聚集，齐文宣帝指着崔昂、尉瑾、司马子瑞对皇太子高殷说：“这是国家担当重任的大臣，你应该记住。”

## 家庭

### 祖父母
- 司马龙，北魏司徒公[5]
- 略阳垣氏，北魏武威郡太守垣通第二女，垣南姿二姑[3]

### 父母
- 司马纂，北魏追赠岳州刺史
- 垣南姿，北魏武威郡太守垣通孙女，平北司马垣叡之女[3]

### 兄弟姐妹
- 司马世云，东魏卫将军、颍州刺史
- 司马膺之，北齐仪同三司、金紫光禄大夫、须昌县公
- 司马幼之，隋朝眉州刺史
- 司马季冲，北周左中郎将

### 夫人
- 河南陆氏，陆令萱妹妹

### 子女
- 司马同游，隋朝遂州刺史，娶顿丘李氏[3]
- 司马同回，北齐太常少卿
- 司马同宪，北齐通直常侍
- 司马宜归，长女，嫁荥阳郑拯[3]
- 司马宜宁，次女[3]
- 司马宜□，三女[3]